# Sofielundlejren
Sofielundlejren blev opført i 1944 til den danske brigade i Sverige. Lejren blev i 1945 nedtaget og flyttet med til Danmark, hvor den blev genopført på Fælleden ved Holbæk. I 1976 blev den nedlagt.
|  | Denne artikel om en bygning eller et bygningsværk kan blive bedre, hvis der indsættes et (bedre) billede. Du kan hjælpe ved at afsøge Wikimedia Commons for et passende billede eller lægge et op på Wikimedia Commons med en af de tilladte licenser og indsætte det i artiklen. |

|  | Denne artikel kan blive bedre, hvis der indsættes geografiske koordinater Denne artikel omhandler et emne, som har en geografisk lokation. Du kan hjælpe ved at indsætte koordinater i wikidata. |